# Valtherblokken
Valtherblokken is een buurtschap in Nederlandse gemeente Borger-Odoorn, in de provincie Drenthe. Valtherblokken ligt ten oosten van Valthe, nabij Valthermond.
De Valtherblokken-Noord en de Valtherblokken-Zuid worden van elkaar gescheiden door het begin van zowel het Noorderdiep als het Zuiderdiep in Valthermond. De buurtschap zelf is gelegen aan de Valtherblokken-Zuid.

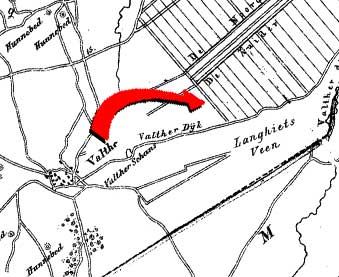
Locatie van de Valtherblokken (zie: pijl) op gemeenteatlas van J. Kuyper ca 1870

Drenthe: Steden en dorpen      Nederland: Provincies · Gemeenten